# EIF2S2
EIF2S2 (англ. Eukaryotic translation initiation factor 2 subunit beta) – білок, який кодується однойменним геном, розташованим у людей на короткому плечі 20-ї хромосоми.  Довжина поліпептидного ланцюга білка становить 333 амінокислот, а молекулярна маса — 38 388.
| 10         |  | 20         |  | 30         |  | 40         |  | 50         |
| ---------- |  | ---------- |  | ---------- |  | ---------- |  | ---------- |
| MSGDEMIFDP |  | TMSKKKKKKK |  | KPFMLDEEGD |  | TQTEETQPSE |  | TKEVEPEPTE |
| DKDLEADEED |  | TRKKDASDDL |  | DDLNFFNQKK |  | KKKKTKKIFD |  | IDEAEEGVKD |
| LKIESDVQEP |  | TEPEDDLDIM |  | LGNKKKKKKN |  | VKFPDEDEIL |  | EKDEALEDED |
| NKKDDGISFS |  | NQTGPAWAGS |  | ERDYTYEELL |  | NRVFNIMREK |  | NPDMVAGEKR |
| KFVMKPPQVV |  | RVGTKKTSFV |  | NFTDICKLLH |  | RQPKHLLAFL |  | LAELGTSGSI |
| DGNNQLVIKG |  | RFQQKQIENV |  | LRRYIKEYVT |  | CHTCRSPDTI |  | LQKDTRLYFL |
| QCETCHSRCS |  | VASIKTGFQA |  | VTGKRAQLRA |  | KAN        |  |            |

A: Аланін

C: Цистеїн

D: Аспарагінова кислота

E: Глутамінова кислота

F: Фенілаланін

G: Гліцин

H: Гістидин

I: Ізолейцин

K: Лізин

L: Лейцин

M: Метіонін

N: Аспарагін

P: Пролін

Q: Глутамін

R: Аргінін

S: Серин

T: Треонін

V: Валін

W: Триптофан

Кодований геном білок за функцією належить до факторів ініціації. 
Задіяний у такому біологічному процесі як біосинтез білка. 
Білок має сайт для зв'язування з іонами металів, іоном цинку. 